# Kaniža Gospićka
Kaniža Gospićka is een plaats in de gemeente Gospić in de Kroatische provincie Lika-Senj. De plaats telt 438 inwoners (2001).